# Фраскати (субурбикарная епархия)
Фраскати (лат. Sedes suburbicaria Tusculana, итал. Sede suburbicaria di Frascati) — субурбикарная епархия Римской епархии.

## Территория
Епархия включает города Фраскати, Монте-Порцио-Катоне, Колонну, Монте-Компатри, Рокка-Приора, Рокка-ди-Папа, Гроттаферрату и часть юго-восточной окраины Рима.
Кафедра епископа в городе Фраскати, в соборе Святого апостола Петра.

## Список епископов
До 1962 года епископами были кардиналы с титулом этой епархии, с этого же года кардиналы имеют только титул, а функции юрисдикции над епархией относятся к юрисдикции другого епископа.

### Епископы Фраскати
- Пьетро (803 — ?);
- Эджидио (или Жиль, или Луниссо) (964 — около 969);
- Джованни (969 — ?);
- Бониццо (1049 — около 1050);
- Пьетро (1055—1059);
- Джильберто (1059 — около 1062);
- Пьетро (1062 — до 1065);
- Джованни (около 1065 — 1088);
- Джованни деи Конти ди Марси (1093 — около 1111);
- Манфредо (1112 — 1115);
- Дивиццо (или Дивитиус, или Денис, или Дионисиус, или Дивицо, или Дениго) (1115 — ноябрь 1121);
- Жилон Парижский (декабрь 1121 — февраль 1130) свергнут;
- Жилон Парижский (1138 — март 1139) повторно;
- Гуго Сен-Викторский (декабрь 1139 — 11 февраля 1141);
- Имар Тускулумский (март 1142 — 1164);
  - Теобальдо (1162 — конец октября 1162) псевдокардинал антипапы Виктора IV;
- Уго Пьерлеони (1164 — 30 апреля 1167);
- Пьетро да Павия (декабрь 1178—1189);
- Никола де Романис (1204—1219);
- Никола де Кьяромонте (6 января 1219 — 25 сентября 1227);
- Жак де Витри (декабрь 1228 — 1 мая 1240);
- Эд де Шатору (28 мая 1244 — 25 января 1273);
- Жуан Педру Жулиан (3 июня 1273 — 8 сентября 1276), избран папой римским Иоанном XXI;
- Ордоньо Альварес (12 марта 1278 — 21 декабря 1285);
- Джованни Боккамацца (22 декабря 1285 — 10 августа 1309);
- Беренже де Фредоль старший (декабрь 1309 — 11 июня 1323);
- Бертран де Ла Тур (1323—1332/1333);
- Аннибальдо Гаэтани ди Чеккано (1333 — 17 июля 1350);
- Гийом Курт (18 декабря 1350 — 12 июня 1361);
- Никколо Капоччи (1361 — 26 июля 1368);
- Жиль Айслен де Монтагю (1368 — 5 декабря 1378);
- Томмазо да Фриньяно (30 мая 1380 — 19 ноября 1381);
  - Жан де Ла Гранж (1379—1391) антиепископ;
- Гийом де Шанак (21 ноября 1383 — 30 декабря 1383);
- Пьетро Пилео ди Прата (10 ноября 1385 — 23 декабря 1388);
- Пьетро Пилео ди Прата (13 февраля 1391 — декабрь 1401) повторно;
- Энрико Минутоли (1401 — 2 октября 1409), также кардинал-епископ Сабины (2 июля 1409 — 17 июня 1412);
  - Пьер Жирар (13 июня 1405 — 21 октября 1408) антиепископ;
  - Пьер Жирар (1410 — 9 ноября 1415) антиепископ, повторно;
- Анджело Коррер (1415 — 18 октября 1417);
- Бальтазар Косса (23 июня 1419 — 22 декабря 1419);
  - Антонио Панчиера (13 августа 1420 — 1431) апостольский администратор;
- Антонио Панчиера (1431 — 3 июля 1431);
- Гуго де Лузиньян (27 июня 1436 — 5 августа 1442), также кардинал-епископ Палестрины (20 апреля 1431 — 27 июня 1436);
- Луи де Люксембург (1442 — 8 сентября 1443);
- Джулиано Чезарини (7 марта 1444 — 10 ноября 1444);
- Виссарион Никейский (23 апреля 1449 — 14 октября 1468), также кардинал-епископ Сабины (5 марта 1449 — 23 апреля 1449, 14 октября 1468 — 18 ноября 1472);
- Латино Орсини (14 октября 1468 — 11 августа 1477), также кардинал-епископ Альбано (7 июня 1465 — 14 октября 1468);
- Якопо Пикколомини-Амманнати (17 августа 1477 — 10 сентября 1479);
- Джованни Баттиста Дзено (8 октября 1479 — 8 мая 1501);
- Жорже да Кошта (14 мая 1501 — 10 апреля 1503), также кардинал-епископ Альбано (10 октября 1491 — 14 мая 1501) и Порто и Санта Руфины (10 апреля 1503 — 18 сентября 1508);
- Антонио Паллавичини (10 апреля 1503 — 22 декабря 1503), также кардинал-епископ Палестрины (22 декабря 1503 — 10 сентября 1507);
- Джованни Антонио Санджорджо (23 декабря 1503 — 17 сентября 1507), также кардинал-епископ Палестрины (17 сентября 1507 — 22 сентября 1508) и Сабины (22 сентября 1508 — 14 марта 1509);
- Бернардино Лопес де Карвахаль (17 сентября 1507 — 22 сентября 1508), также кардинал-епископ Альбано (3 августа 1507 – 17 сентября 1507), Палестрины (22 сентября 1508 — 28 марта 1509), Сабины (28 марта 1509 — 24 октября 1511, 27 июня 1513 — 24 июля 1521) и Остии и Веллетри (24 июля 1521 – 16 декабря 1523);
- Гийом Брисонне (22 сентября 1508 — 3 июня 1509), также кардинал-епископ Альбано (17 сентября 1507 — 22 сентября 1508) и Палестрины (3 июня 1509 — 24 октября 1511);
- Доменико Гримани (3 июня 1509 — 20 января 1511), также кардинал-епископ Альбано (22 сентября 1508 — 3 июня 1509) и Порто и Санта Руфины (20 января 1511 — 27 августа 1523);
- Филипп де Люксембург (20 января 1511 — 2 июня 1519), также кардинал-епископ Альбано (3 июня 1509 — 20 января 1511);
- Алессандро Фарнезе (15 июня 1519 — 9 декабря 1523), также кардинал-епископ Палестрины (9 декабря 1523 — 18 декабря 1523), Сабины (18 декабря 1523 — 20 мая 1524), Порто и Санта Руфины (20 мая 1524 — 15 июня 1524) и Остии и Веллетри (15 июня 1524 — 13 октября 1534), избран папой римским Павлом III;
- Антонио Мария Чокки дель Монте (9 декабря 1523 — 18 декабря 1523), также кардинал-епископ Альбано (24 июля 1521 — 9 декабря 1523), Палестрины (18 декабря 1523 — 20 мая 1524), Сабины (20 мая 1524 — 15 июня 1524) и Порто и Санта Руфины (15 июня 1524 — 20 сентября 1533);
- Франсуа Гийом де Кастельно-Клермон-Людев (18 декабря 1523 — 13 марта 1541);
- Марино Гримани (13 марта 1541 — 24 сентября 1543), также кардинал-епископ Порто и Санта Руфины (24 сентября 1543 — 28 сентября 1546);
- Филипп де Ла Шамбр (24 сентября 1543 — 21 февраля 1550);
- Джанпьетро Карафа (28 февраля 1550 — 29 ноября 1553), также кардинал-епископ Альбано (17 октября 1544 — 8 октября 1546), Сабины (8 октября 1546 — 28 февраля 1550), Порто и Санта Руфины (29 ноября 1553 — 11 декабря 1553) и Остии и Веллетри (11 декабря 1553 — 23 мая 1555), избран папой римским Павлом IV;
- Жан дю Белле (29 ноября 1553 — 11 декабря 1553), также кардинал-епископ Альбано (28 февраля 1550 — 29 ноября 1553), Порто и Санта Руфины (11 декабря 1553 — 29 мая 1555) и Остии и Веллетри (29 мая 1555 — 16 февраля 1560;
- Родольфо Пио ди Карпи (11 декабря 1553 — 29 мая 1555), также кардинал-епископ Альбано (29 ноября 1553 — 11 декабря 1553), Порто и Санта Руфины (29 мая 1555 — 18 мая 1562) и Остии и Веллетри (18 мая 1562 — 2 мая 1564);
- Хуан Альварес де Толедо (29 мая 1555 — 15 сентября 1557), также кардинал-епископ Альбано (11 декабря 1553 — 29 мая 1555);
- Франческо Пизани (20 сентября 1557 — 18 мая 1562), также кардинал-епископ Альбано (29 мая 1555 — 20 сентября 1557), Порто и Санта Руфины (18 мая 1562 — 12 мая 1564) и Остии и Веллетри (12 мая 1564 — 28 июня 1570);
- Федерико Чези (18 мая 1562 — 12 мая 1564), также кардинал-епископ Палестрины (20 сентября 1557 — 18 мая 1562) и Порто и Санта Руфины (12 мая 1564 — 28 января 1565);
- Джованни Джироламо Мороне (12 мая 1564 — 7 февраля 1565), также кардинал-епископ Альбано (13 марта 1560 — 10 марта 1561), Сабины (10 марта 1561 — 18 мая 1562), Палестрины (18 мая 1562 — 12 мая 1564), Порто и Санта Руфины (7 февраля 1565 — 3 июля 1570) и Остии и Веллетри (3 июля 1570 — 1 декабря 1580);
- Алессандро Фарнезе (7 февраля 1565 — 9 июля 1578), также кардинал-епископ Сабины (12 мая 1564 — 7 февраля 1565), Порто и Санта Руфины (9 июля 1578 — 5 декабря 1580) и Остии и Веллетри (5 декабря 1580 — 2 марта 1589);
- Джакомо Савелли (9 июля 1578 — 9 марта 1583), также кардинал-епископ Сабины (31 июля 1577 — 9 июля 1578) и Порто и Санта Руфины (9 марта 1583 — 5 декабря 1587);
- Джованни Антонио Сербеллони (9 марта 1583 — 11 декабря 1587), также кардинал-епископ Сабины (9 июля 1578 — 5 октября 1578), Палестрины (5 октября 1578 — 4 марта 1583), Порто и Санта Руфины (11 декабря 1587 — 2 марта 1589) и Остии и Веллетри (2 марта 1589 — 18 марта 1591);
- Альфонсо Джезуальдо ди Конца (2 декабря 1587 — 2 марта 1589), также кардинал-епископ Альбано (4 марта 1583 — 2 декабря 1587), Порто и Санта Руфины (2 марта 1589 — 20 марта 1591) и Остии и Веллетри (20 марта 1591 — 14 февраля 1603);
- Иннико д’Авалос д’Арагона (2 марта 1589 — 20 марта 1591), также кардинал-епископ Сабины (13 октября 1586 — 2 марта 1589) и Порто и Санта Руфины (20 марта 1591 — 20 февраля 1600);
- Толомео Галльо ди Комо (20 марта 1591 — 21 февраля 1600), также кардинал-епископ Альбано (2 декабря 1587 — 2 марта 1589), Сабины (2 марта 1589 — 20 марта 1591), Порто и Санта Руфины (21 февраля 1600 — 19 февраля 1603) и Остии и Веллетри (19 февраля 1603 — 3 февраля 1607);
- Лудовико Мадруццо (21 февраля 1600 — 20 апреля 1600);
- Джироламо Симончелли (24 апреля 1600 — 16 июня 1603), также кардинал-епископ Альбано (21 февраля 1600 — 24 апреля 1600) и Порто и Санта Руфины (16 июня 1603 — 24 февраля 1605);
- Доменико Пинелли (16 июня 1603 — 1 июня 1605), также кардинал-епископ Альбано (19 февраля 1603 — 16 июня 1603), Порто и Санта Руфины (1 июня 1605 — 7 февраля 1607) и Остии и Веллетри (7 февраля 1607 — 9 августа 1611);
- Антонио Мариа Галли (1 июня 1605 — 28 мая 1608), также кардинал-епископ Палестрины (28 мая 1608 — 17 августа 1611), Порто и Санта Руфины (17 августа 1611 — 16 сентября 1615) и Остии и Веллетри (16 сентября 1615 — 30 марта 1620);
- Мариано Пьербенедетти (28 мая 1608 — 21 января 1611);
- Джованни Евангелиста Паллотта (24 января 1611 — 6 апреля 1620), также кардинал-епископ Порто и Санта Руфины (6 апреля 1620 — 22 августа 1620);
- Франческо Сфорца (6 апреля 1620 — 27 сентября 1623), также кардинал-епископ Альбано (5 марта 1618 — 6 апреля 1620) и Порто и Санта Руфины (27 сентября 1623 — 9 сентября 1624);
- Одоардо Фарнезе (27 сентября 1623 — 21 февраля 1626), также кардинал-епископ Сабины (3 марта 1621 — 27 сентября 1623);
- Джованни Баттиста Дети (2 марта 1626 — 9 сентября 1626), также кардинал-епископ Альбано (7 июня 1623 — 2 марта 1626), Порто и Санта Руфины (9 сентября 1626 — 20 августа 1629) и Остии и Веллетри (20 августа 1629 — 13 июля 1630);
- Бонифацио Бевилаква Альдобрандини (7 сентября 1626 — 7 апреля 1627), также кардинал-епископ Сабины (27 сентября 1623 — 7 сентября 1626);
- Андреа Барони Перетти Монтальто (14 апреля 1627 — 4 августа 1629), также кардинал-епископ Палестрины (16 сентября 1624 — 2 марта 1626) и Альбано (2 марта 1626 — 14 апреля 1627);
- Джованни Гарциа Миллини (20 августа 1629 — 2 октября 1629);
- Марчелло Ланте (8 октября 1629 — 28 марта 1639), также кардинал-епископ Палестрины (20 августа 1629 — 8 октября 1629), Порто и Санта Руфины (28 марта 1639 — 1 июля 1641) и Остии и Веллетри (1 июля 1641 — 19 апреля 1652);
- Джулио Савелли (28 марта 1639 — 9 июля 1644);
- Джулио Рома (13 июля 1644 — 23 октября 1645), также кардинал-епископ Порто и Санта Руфины (23 октября 1645 — 29 апреля 1652) и Остии и Веллетри (29 апреля 1652 — 16 сентября 1652);
- Карло де Медичи (23 октября 1645 — 29 апреля 1652), также кардинал-епископ Сабины (6 марта 1645 — 23 октября 1645), Порто и Санта Руфины (29 апреля 1652 — 23 сентября 1652) и Остии и Веллетри (23 сентября 1652 — 17 июня 1666);
- Бернардино Спада (29 апреля 1652 — 23 сентября 1652), также кардинал-епископ Альбано (19 февраля 1646 — 29 апреля 1652), Сабины (23 сентября 1652 — 11 октября 1655) и Палестрины (11 октября 1655 — 10 ноября 1661);
- Джулио Чезаре Саккетти (23 сентября 1652 — 11 октября 1655), также кардинал-епископ Сабины (11 октября 1655 — 28 июня 1663);
- Антонио Барберини младший (11 октября 1655 — 21 ноября 1661), также кардинал-епископ Палестрины (21 ноября 1661 — 3 августа 1671);
- Джироламо Колонна (21 ноября 1661 — 4 сентября 1666);
- Джованни Баттиста Мария Паллотта (11 октября 1666 — 22 января 1668), также кардинал-епископ Альбано (2 июля 1663 — 11 октября 1666);
- Франческо Мария Бранкаччо (30 января 1668 — 18 марта 1671), также кардинал-епископ Сабины (11 октября 1666 — 30 января 1668) и Порто и Санта Руфины (18 марта 1671 — 9 января 1675);
- Ульдерико Карпенья (18 марта 1671 — 28 января 1675), также кардинал-епископ Альбано (11 октября 1666 — 18 марта 1671) и Порто и Санта Руфины (28 января 1675 — 24 января 1679);
- Вирджинио Орсини (28 января 1675 — 21 августа 1676), также кардинал-епископ Альбано (18 марта 1671 — 28 января 1675);
- Карло Россетти (19 октября 1676 — 8 января 1680), также кардинал-епископ Порто и Санта Руфины (8 января 1680 — 23 ноября 1681);
- Альдерано Чибо (8 января 1680 — 15 февраля 1683), также кардинал-епископ Палестрины (6 февраля 1679 — 8 января 1680), Порто и Санта Руфины (15 февраля 1683 — 10 ноября 1687) и Остии и Веллетри (10 ноября 1687 — 22 июля 1700);
- Пьетро Вито Оттобони (15 февраля 1683 — 10 ноября 1687), также кардинал-епископ Сабины (1 декабря 1681 — 15 февраля 1683) и Порто и Санта Руфины (10 ноября 1687 — 6 октября 1689), избран папой римским Александром VIII;
- Джакомо Францони (10 ноября 1687 — 28 сентября 1693), также кардинал-епископ Порто и Санта Руфины (28 сентября 1693 — 9 декабря 1697);
- Никколо Аччайоли (28 сентября 1693 — 5 декабря 1700), также кардинал-епископ Порто и Санта Руфины (5 декабря 1700 — 18 марта 1715) и Остии и Веллетри (18 марта 1715 — 23 февраля 1719);
- Винченцо Мария Орсини де Гравина (3 января 1701 — 18 марта 1715), также кардинал-епископ Порто и Санта Руфины (18 марта 1715 — 29 мая 1724), избран папой римским Бенедиктом XIII;
- Себастьяно Антонио Танара (1 апреля 1715 — 3 марта 1721), также кардинал-епископ Остии и Веллетри (3 марта 1721 — 5 мая 1724);
- Франческо дель Джудиче (3 марта 1721 — 12 июня 1724), также кардинал-епископ Палестрины (12 июля 1717 — 3 марта 1721) и Остии и Веллетри (12 июня 1724 — 10 октября 1725);
- Франческо Пиньятелли (12 июня 1724 — 19 ноября 1725), также кардинал-епископ Сабины (26 апреля 1719 — 12 июня 1724) и Порто и Санта Руфины (19 ноября 1725 — 5 декабря 1734);
- Лоренцо Корсини (19 ноября 1725 — 12 июля 1730), избран папой римским Климентом XII;
- Пьетро Оттобони (24 июля 1730 — 15 декабря 1734), также кардинал-епископ Сабины (29 января 1725 — 24 июля 1730), Порто и Санта Руфины (15 декабря 1734 — 3 сентября 1738) и Остии и Веллетри (3 сентября 1738 — 29 февраля 1740);
- Пьер Марчеллино Коррадини (15 декабря 1734 — 8 февраля 1743);
- Джузеппе Аккорамбони (11 марта 1743 — 21 марта 1747);
- Винченцо Бики (10 апреля 1747 — 11 февраля 1750), также кардинал-епископ Сабины (23 сентября 1743 — 10 апреля 1747);
- Джованни Антонио Гуаданьи (23 февраля 1750 — 12 января 1756), также кардинал-епископ Порто и Санта Руфины (12 января 1756 — 15 января 1759);
- Карло Мария Сакрипанте (12 января 1756 — 4 ноября 1758);
- Камилло Паолуччи (22 ноября 1758 — 13 июля 1761), также кардинал-епископ Порто и Санта Руфины (13 июля 1761 — 11 июня 1763);
- Генрих Бенедикт Стюарт (13 июля 1761 — 26 сентября 1803), также кардинал-епископ Остии и Веллетри (26 сентября 1803 — 13 июля 1807);
- Джузеппе Мария Дориа Памфили (26 сентября 1803 — 26 сентября 1814), также кардинал-епископ Порто и Санта Руфины (26 сентября 1814 — 10 февраля 1816);
- Джулио Мария делла Сомалья (26 сентября 1814 — 21 декабря 1818), также кардинал-епископ Порто и Санта Руфины (21 декабря 1818 — 29 мая 1820) и Остии и Веллетри (29 мая 1820 — 2 апреля 1830);
- Бартоломео Пакка (21 декабря 1818 — 13 августа 1821), также кардинал-епископ Порто и Санта Руфина и Чивитавеккьи (13 августа 1821 — 5 июля 1830) и Остии и Веллетри (5 июля 1830 — 19 апреля 1844);
- Франческо Саверио Кастильони (13 августа 1821 — 31 марта 1829), избран папой римским Пием VIII;
- Эммануэле де Грегорио (18 мая 1829 — 2 октября 1837), также кардинал-епископ Порто и Санта Руфина и Чивитавеккьи (2 октября 1837 — 7 ноября 1839);
- Людовико Микара (2 октября 1837 — 17 июня 1844), также кардинал-епископ Остии и Веллетри (17 июня 1844 — 24 мая 1847);
- Марио Маттей † (17 июня 1844 — 23 июня 1854 — назначен епископом Порто и Санта Руфина);
- Антонио Мария Каджано де Ацеведо † (23 июня 1854 — 13 января 1867);
- Никкола Кларелли Парраччани † (22 февраля 1867 — 7 июля 1872);
- Филиппо Мария Гвиди, O.P. † (29 июля 1872 — 27 февраля 1879);
- Жан-Батист-Франсуа Питра, O.S.B. † (12 мая 1879 — 24 марта 1884 — назначен епископом Порто и Санта Руфина);
- Эдуард Генри Говард † (24 марта 1884 — 16 сентября 1892);
- Томмазо Мария Дзильяра, O.P. † (16 января — 10 мая 1893);
- Серафино Ваннутелли † (12 июня 1893 — 22 июня 1903 — назначен епископом Порто и Санта Руфина);
- Франческо Сатолли † (22 июня 1903 — 8 января 1910);
- Франческо ди Паола Кассетта † (27 ноября 1911 — 23 марта 1919);
- Джулио Боски † (3 июля 1919 — 15 мая 1920);
- Джованни Кальеро, S.D.B. † (16 декабря 1920 — 28 февраля 1926);
- Микеле Лега † (21 июня 1926 — 16 декабря 1935);
- Франческо Маркетти Сельваджани † (15 июня 1936 — 13 января 1951);
- Федерико Тедескини † (28 апреля 1951 — 2 ноября 1959);
- Гаэтано Чиконьяни † (14 декабря 1959 — 5 февраля 1962).

### Кардиналы-епископыс титулом Фраскати
- Амлето Джованни Чиконьяни † (23 мая 1962 — 17 декабря 1973);
- Жан-Мари Вийо † (12 декабря 1974 — 9 марта 1979);
- Паоло Бертоли † (30 июня 1979 — 8 ноября 2001);
- Альфонсо Лопес Трухильо † (17 ноября 2001 — 19 апреля 2008);
- Тарчизио Бертоне, S.D.B., (с 10 мая 2008).

### Епископы Фраскати
- Луиджи Ливерцани † (23 мая 1962 — 11 ноября 1989);
- Джузеппе Матаррезе (11 ноября 1989 — 2 июля 2009);
- Раффаэлло Мартинелли (с 2 июля 2009).

## Статистика
Епархию в конце 2007 года населяло 122.000 человек, из них 118.000 католиков, что составляет 96,7 % от общего числа жителей. Численность населения стремительно растет из-за роста населения города Рима за пределами кольцевой дороги.